# Pantaleón Gómez Casado
Pantaleón Gómez Casado (Palencia, 27 de julio de 1844-Palencia, 4 de septiembre de 1923) fue un abogado y periodista español.

## Biografía

### Carrera jurídica
Se licenció en Derecho en 1866. Entre sus logros estuvo el de haber conseguido del ministro Camacho la desincautación de los consumos de la ciudad de Palencia, abogando por la nacionalización del ferrocarril del Noroeste, que se hallaba en quiebra, además de abordar la necesidad de los riegos del Canal de Castilla y de la traslación de la estación de Venta de Baños a Palencia.
Tras inaugurarse a principios de 1883 la Audiencia provincial de lo criminal en Palencia, fue, a petición del ayuntamiento y de su alcalde Pedro Romero, el primer fiscal sustituto de la misma, despachando en sesenta y seis días 36 juicios orales de importancia y poniendo en marcha 217 causas reunidas de los partidos judiciales.
Además de su propio bufete de abogados, tenía otro a su cargo y el del Colegio de Abogados de Palencia, a pesar de continuar de fiscal, cargo que ejercía desde 1880. En 1887 fue nombrado magistrado suplente de la Audiencia de Palencia, nombramiento ratificado en 1892 al convertirse en Audiencia Provincial de Palencia, cargo en el  que, siguió hasta 1914, retirándose con cerca de 35 años de servicios judiciales, sin obtener ninguna recompensa del Estado.
Fue decano durante varios cuadrienios del Ilustre Colegio de Abogados de Palencia, razón por la cual le fue regalado un pergamino artístico con el título de «Decano Honorario» al celebrar solemnemente sus bodas de oro profesionales en 1916.

### Carrera periodística
Desde muy joven se dedicó a tareas periodísticas y literarias, realizando sus primeros escritos en 1862 en El Porvenir Palentino. En 1879 fundó El Crepúsculo, que pasaría a llamarse un año después Diario de Palencia, antecesor del Diario Palentino, que sigue publicándose en la actualidad.
Tras la Revolución de 1868, ingresó en la Asociación General de Católicos en defensa de la sociedad, del altar y del trono, siendo secretario de su junta provincial y presidente de la Juventud católica, que creó el semanario La Propaganda Católica. Debido a su militancia carlista, fue desterrado a Portugal hasta la Restauración alfonsina de 1875.
En 1902 dirigió La Propaganda. Creó también la Liga Católica, cuyos estatutos redactó, además de su círculo y prensa. Fue además presidente del círculo carlista de Palencia y jefe provincial del partido, fundando el semanario carlista El Cruzado de Castilla. En 1919 se mantuvo leal a Don Jaime al producirse la escisión mellista.
Fue colaborador asiduo del periódico El Día de Palencia, académico correspondiente de la historia, vicepresidente de la Comisión de monumentos. Cultivó la crítica, la literatura, el teatro, las cuestiones locales, el Derecho, la Historia y la Poesía.
Es autor de un libro de «Poesías leídas en las veladas del Círculo Tradicionalista de Palencia en 1895-96», que definió como «improvisaciones casi todas, sin corrección de forma» y de «ropaje desaliñado y pobre acaso, pero guarda relación con su fondo». Sin embargo, Ambrosio Garrachón Bengoa definió como poesías de buen poeta las tituladas «Por valor y por fieldad» (pág. 25), «A la Ciencia (oda)» (pág. 35), «Un fraile» (pág. 48) y el canto «A la Virgen María», en la parte que llama «Recuerdos del destierro».